# أق تششمة (فاروج)
أق تششمة (بالفارسية: آق چشمه) هي مستوطنة تقع في Sangar Rural District في إيران. يقدر عدد سكانها بـ 156 نسمة .